# Lac des Arcs
Lac des Arcs är en sjö i Kanada.   Den ligger i provinsen Alberta, i den centrala delen av landet, 3 000 km väster om huvudstaden Ottawa. Lac des Arcs ligger 1 288 meter över havet. Arean är 5,0 kvadratkilometer. Den sträcker sig 1,9 kilometer i nord-sydlig riktning, och 2,5 kilometer i öst-västlig riktning.
I omgivningarna runt Lac des Arcs växer i huvudsak barrskog. Trakten runt Lac des Arcs är nära nog obefolkad, med mindre än två invånare per kvadratkilometer.